# Suivez cet oiseau
Pour plus de détails, voir Fiche technique et Distribution.
Suivez cet oiseau (Follow That Bird) est un film américain réalisé par Ken Kwapis, sorti en 1985.

## Synopsis
Big Bird est envoyé vivre loin de la rue Sésame par une assistante sociale acariâtre nommée Miss Finch. Les habitants de la rue partent à sa recherche.

## Fiche technique
- Titre : Suivez cet oiseau
- Titre original : Follow That Bird
- Réalisation : Ken Kwapis
- Scénario : Tony Geiss et Judy Freudberg
- Musique : Lennie Niehaus et Van Dyke Parks
- Photographie : Curtis Clark
- Montage : Evan Landis
- Production : Tony Garnett
- Société de production : Children's Television Workshop et Henson Associates
- Société de distribution : Warner Bros.
- Pays :  États-Unis
- Genre : Aventure, comédie, film musical
- Durée : 88 minutes
- Dates de sortie : 
  -  États-Unis : 2 août 1985
  -  France : 18 septembre 1985

## Distribution
- Caroll Spinney : Big Bird / Mordicus / Bruno l'éboueur (voix)
- Jim Henson : Kermit la grenouille / Ernest (voix)
- Frank Oz : Macaron le glouton / Bart / Grover / Lavender Boy / Monster (voix)
- Richard Hunt : Gladys la vache / Muppets additionnels / Grouches (voix)
- Jerry Nelson : le Comte Vampirouette / Herry Monster / Muppets additionnels  (voix)
- Paul Bartel : le cuisinier de Mordicus
- Sandra Bernhard : la serveuse de Mordicus
- John Candy : le soldat
- Chevy Chase : le présentateur télé
- Joe Flaherty : Sid Sleaze
- Waylon Jennings : le chauffeur de camion
- Dave Thomas : Sam Sleaze
- Laraine Newman : maman Dodo (voix)
- Brian Hohlfeld : papa Dodo (voix)
- Cathy Silvers : Marie Dodo (voix)
- Eddie Deezen : Donnie Dodo (voix)
- Sally Kellerman : Mlle. Finch (voix)
- Linda Bove : Linda
- Emilio Delgado : Luis
- Loretta Long : Susan
- Sonia Manzano : Maria
- Bob McGrath : Bob
- Roscoe Orman : Gordon
- Alaina Reed-Hall : Olivia
- Kermit Love : Willy
- Alyson Court : Ruthie
- Benjamin Barrett : Floyd
- Tanya Marie Cook : Tanya

## Accueil
Le film a reçu un accueil mitigé de la critique. Il obtient un score moyen de 59 % sur Metacritic.